# DN13
DN13 este un drum național din România, care leagă Brașovul de Sighișoara și Târgu Mureș. Este parte componentă a drumului european E60.

## Galerie foto

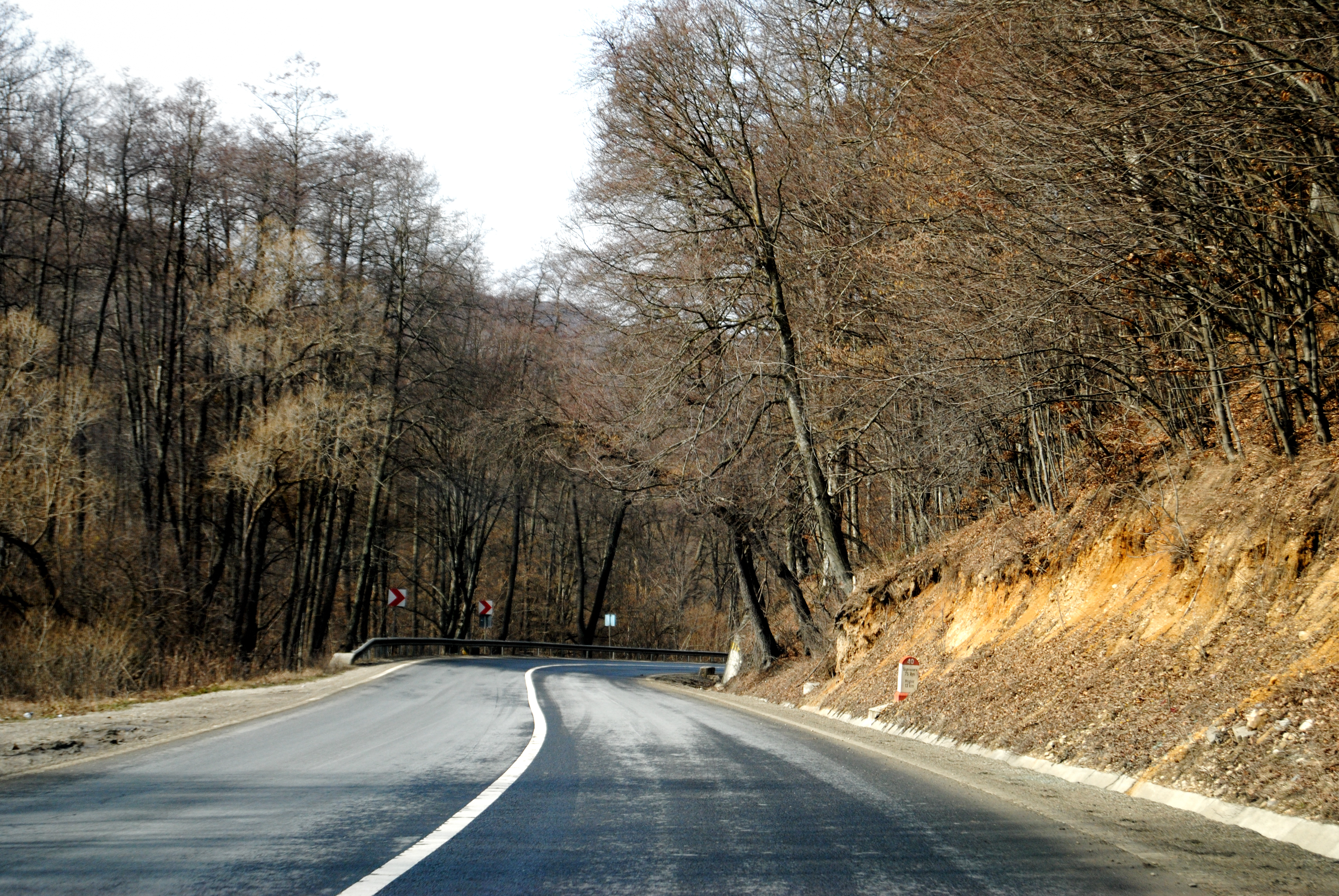
DN13 la kilometrul 40
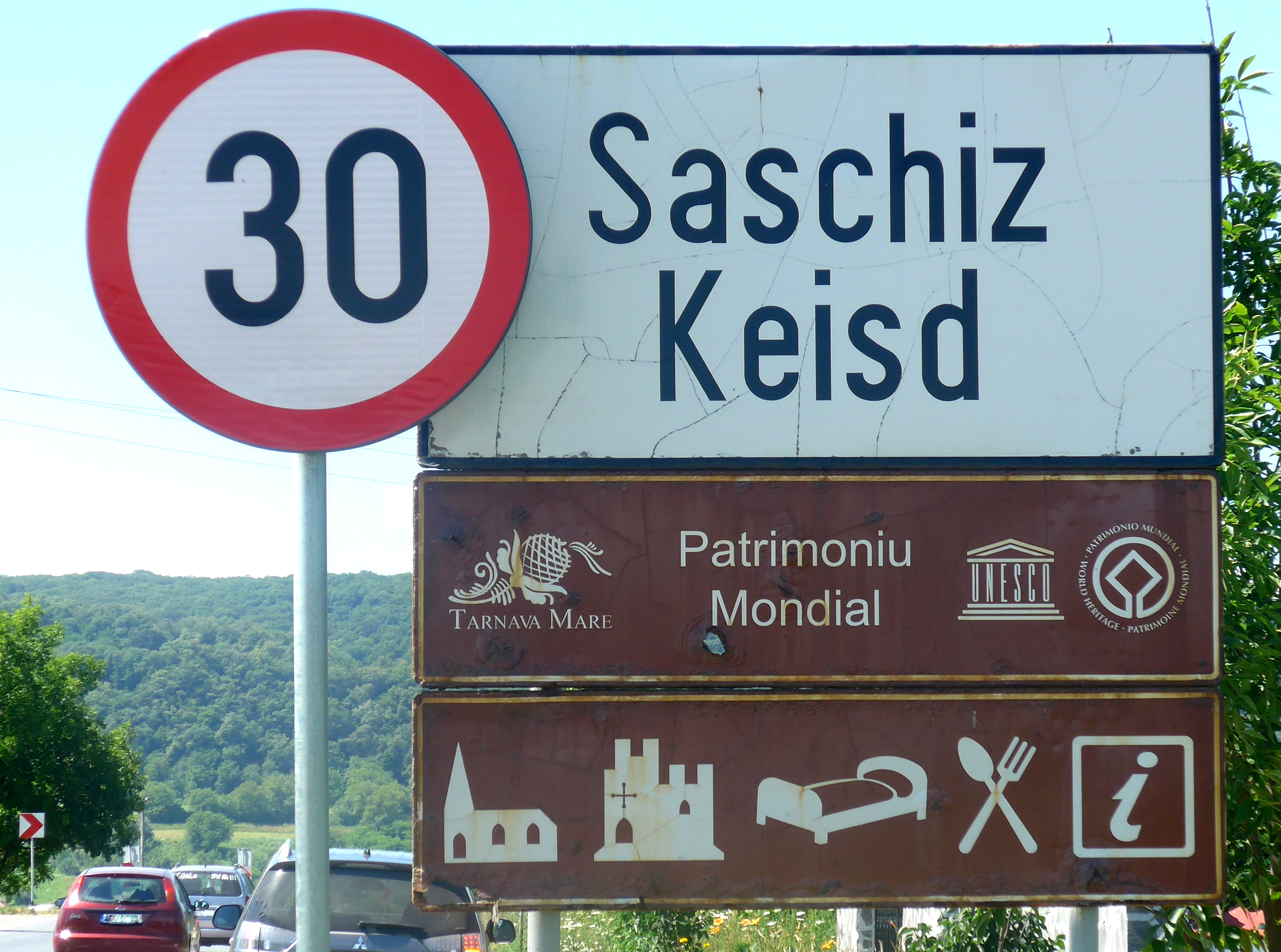
DN13 la intrarea în Saschiz